# Liste der olympischen Medaillengewinner aus Belarus
Das Nationale Olympische Komitee der Republik Belarus wurde 1991 gegründet und 1993 vom Internationalen Olympischen Komitee aufgenommen.

## Medaillenbilanz
Bislang konnten 97 Sportler aus Belarus 105 olympische Medaille erringen (21 × Gold, 37 × Silber und 47 × Bronze).
| Belarus bei den Olympischen Sommerspielen                                           | Belarus bei den Olympischen Sommerspielen | Belarus bei den Olympischen Sommerspielen | Belarus bei den Olympischen Sommerspielen | Belarus bei den Olympischen Sommerspielen | Belarus bei den Olympischen Sommerspielen |      | Belarus bei den Olympischen Winterspielen | Belarus bei den Olympischen Winterspielen | Belarus bei den Olympischen Winterspielen | Belarus bei den Olympischen Winterspielen | Belarus bei den Olympischen Winterspielen | Belarus bei den Olympischen Winterspielen |
| Jahr                                                                                | Gold                                      | Silber                                    | Bronze                                    | Gesamt                                    | Rang                                      | Jahr | Gold                                      | Silber                                    | Bronze                                    | Gesamt                                    | Rang                                      |                                           |
| 1996                                                                                | 1                                         | 6                                         | 8                                         | 15                                        | 37                                        |      | 1994                                      | 0                                         | 2                                         | 0                                         | 2                                         | 15                                        |
| 2000                                                                                | 3                                         | 3                                         | 11                                        | 17                                        | 23                                        |      | 1998                                      | 0                                         | 0                                         | 2                                         | 2                                         | 20                                        |
| 2004                                                                                | 2                                         | 5                                         | 6                                         | 13                                        | 26                                        |      | 2002                                      | 0                                         | 0                                         | 1                                         | 1                                         | 23                                        |
| 2008                                                                                | 3                                         | 4                                         | 7                                         | 14                                        | 17                                        |      | 2006                                      | 0                                         | 1                                         | 0                                         | 1                                         | 21                                        |
| 2012                                                                                | 2                                         | 5                                         | 3                                         | 10                                        | 25                                        |      | 2010                                      | 1                                         | 1                                         | 1                                         | 3                                         | 17                                        |
| 2016                                                                                | 1                                         | 4                                         | 4                                         | 9                                         | 40                                        |      | 2014                                      | 5                                         | 0                                         | 1                                         | 6                                         | 8                                         |
| 2020                                                                                | 1                                         | 3                                         | 3                                         | 7                                         | 45                                        |      | 2018                                      | 2                                         | 1                                         | 0                                         | 3                                         | 15                                        |
| 2024                                                                                | –                                         | –                                         | –                                         | –                                         | –                                         |      | 2022                                      | 0                                         | 2                                         | 0                                         | 2                                         | 24                                        |
| Gesamt                                                                              | 13                                        | 30                                        | 42                                        | 85                                        |                                           |      | Gesamt                                    | 8                                         | 7                                         | 5                                         | 20                                        |                                           |
| \| \| Gold \| Silber \| Bronze \| Gesamt \| \| Ges. S+W \| 21 \| 37 \| 47 \| 105 \| |                                           |                                           |                                           |                                           |                                           |      |                                           |                                           |                                           |                                           |                                           |                                           |
|                                                                                     | Gold                                      | Silber                                    | Bronze                                    | Gesamt                                    |                                           |      |                                           |                                           |                                           |                                           |                                           |                                           |
| Ges. S+W                                                                            | 21                                        | 37                                        | 47                                        | 105                                       |                                           |      |                                           |                                           |                                           |                                           |                                           |                                           |

## Medaillengewinner

### A
- Aljaksej Abalmassau – Kanu (1-0-0)
Peking 2008: Gold, 1000 m Vierer-Kajak, Männer
- Aljaksej Ajdarau – Biathlon (0-0-1)
Nagano 1998: Bronze, 20 km, Männer
- Dsinara Alimbekawa – Biathlon (1-0-0)
Pyeongchang 2018: Gold, Staffel, Damen
- Henadsij Aljaschtschuk – Gewichtheben (0-0-1)
Sydney 2000: Bronze, Federgewicht (-62 kg), Männer
- Tazjana Ananka – Rhythmische Sportgymnastik (0-1-0)
Sydney 2000: Silber, Gruppe, Frauen
- Andrej Aramnau – Gewichtheben (1-0-0)
Peking 2008: Gold, Klasse bis 105 kg, Herren
- Mahamed Aryphadschyjeu – Boxen (0-1-0)
Athen 2004: Silber, Halbschwergewicht (-81 kg), Männer
- Wiktoryja Asaranka – Tennis (1-0-1)
London 2012: Gold, Mixed
London 2012: Bronze, Einzel, Damen
- Ihar Astapkowitsch – Leichtathletik (0-0-1)
Sydney 2000: Bronze, Hammerwurf, Männer

### B
- Aljaksandr Bahdanowitsch – Kanu (1-1-0)
Peking 2008: Gold, 1000 m Zweier-Canadier, Männer
London 2012: Silber, 1000 m Zweier-Canadier, Männer
- Andrej Bahdanowitsch – Kanu (1-1-0)
Peking 2008: Gold, 1000 m Zweier-Canadier, Männer
London 2012: Silber, 1000 m Zweier-Canadier, Männer
- Hanna Bazjuschka – Gewichtheben (0-1-0)
Athen 2004: Silber, Klasse bis 63 kg, Frauen
- Ihar Bassinski – Schießen (0-2-1)
Atlanta 1996: Silber, Freie Pistole, Männer
Sydney 2000: Silber, Freie Pistole, Männer
Sydney 2000: Bronze, Luftpistole, Männer
- Tazjana Belan – Rhythmische Sportgymnastik (0-1-0)
Sydney 2000: Silber, Gruppe, Frauen
- Julia Bitschyk – Rudern (0-0-2)
Athen 2004: Bronze, Zweier ohne Steuerfrau, Frauen
Peking 2008: Bronze, Zweier ohne Steuerfrau, Frauen

### C
- Wolha Chudsenka – Kanu (0-1-2)
London 2012: Bronze, 500 m Vierer-Kajak, Damen
Rio de Janeiro 2016: Bronze, 500 m Vierer-Kajak, Damen
Tokio 2020: Silber, 500 m Vierer-Kajak, Damen

### D
- Dsmitryj Daschtschynski – Ski Freestyle (0-1-1)
Nagano 1998: Bronze, Buckelpiste, Männer
Turin 2006: Silber, Buckelpiste, Männer
- Tamara Dawydsenka – Rudern (0-0-1)
Atlanta 1996: Bronze, Achter, Frauen
- Dsmitryj Dsjabelka – Ringen (0-0-1)
Sydney 2000: Bronze, Griechisch-römisch Superschwergewicht (bis 130 kg), Männer
- Darja Domratschawa – Biathlon (4-1-1)
Vancouver 2010: Bronze, 15 km, Frauen
Sotschi 2014: Gold, 10 km Verfolgung, Frauen
Sotschi 2014: Gold, 15 km, Frauen
Sotschi 2014: Gold, 12,5 km Massenstart, Frauen
Pyeongchang 2018: Silber, 12,5 km Massenstart, Frauen
Pyeongchang 2018: Gold, Staffel, Frauen
- Pawal Douhal – Moderner Fünfkampf (0-0-1)
Sydney 2000: Bronze, Einzel, Männer
- Wadsim Dsewjatouski – Leichtathletik (0-0-1)
Peking 2008: Silber, Hammerwurf, Männer
- Uladsimir Dubrouschtschyk – Leichtathletik (0-1-0)
Atlanta 1996: Silber, Diskuswurf, Männer

### H
- Murad Hajdarau – Ringen (0-1-0)
Peking 2008: Silber, Freistil Weltergewicht (bis 74 kg), Männer
- Dschawid Hamsatau – Ringen (0-0-1)
Rio de Janeiro 2016: Bronze, Griechisch-römisch –85 kg, Männer
- Maryna Hantscharowa – Rhythmische Sportgymnastik (0-0-1)
London 2012: Bronze, Mannschaft, Damen
- Uladsislau Hantscharou – Trampolinturnen (1-0-0)
Rio de Janeiro 2016: Gold, Männer
- Alina Harnasko – Rhythmische Sportgymnastik (0-0-1)
Tokio 2020: Bronze, Einzel, Frauen
- Natallja Helach – Rudern (0-0-2)
Athen 2004: Bronze, Zweier ohne Steuerfrau, Frauen
Peking 2008: Bronze, Zweier ohne Steuerfrau, Frauen
- Aljaksandra Herassimenja – Schwimmen (0-2-1)
London 2012: Silber, Freistil 50 m, Damen
London 2012: Silber, Freistil 100 m, Damen
Rio de Janeiro 2016: Bronze, 50 m Freistil, Frauen
- Hanna Hlaskowa – Rhythmische Sportgymnastik (0-1-0)
Sydney 2000: Silber, Gruppe, Frauen
- Aljaksej Hryschyn – Ski Freestyle (1-0-1)
Salt Lake City 2002: Bronze, Springen, Männer
Vancouver 2010: Gold, Springen, Männer
- Hanna Huskowa – Ski Freestyle (1-1-0)
Pyeongchang 2018: Gold, Aerials, Damen
Peking 2022: Silber, Aerials, Damen

### I
- Iryna Ilenkawa – Rhythmische Sportgymnastik (0-1-0)
Sydney 2000: Silber, Gruppe, Frauen
- Anastassija Iwankowa – Rhythmische Sportgymnastik (0-0-1)
London 2012: Bronze, Mannschaft, Damen

### J
- Iryna Jattschanka – Leichtathletik (0-0-1)
Sydney 2000: Bronze, Diskuswurf, Frauen
- Lalita Jauhleuskaja – Schießen (0-0-1)
Sydney 2000: Bronze, Sportpistole, Frauen

### K
- Mahamedchabib Kadsimahamedau – Ringen (0-1-0)
Tokio 2020: Silber, Freistil Weltergewicht (bis 74 kg), Männer
- Wanessa Kaladsinskaja – Ringen (0-0-1)
Tokio 2020: Bronze, Klasse –53 kg, Frauen
- Janina Karoltschyk – Leichtathletik (1-0-0)
Sydney 2000: Gold, Kugelstoßen, Frauen
- Wassil Kapzjuch – Leichtathletik (0-0-1)
Atlanta 1996: Bronze, Diskuswurf, Männer
- Kazjaryna Karsten – Rudern (2-1-1)
Atlanta 1996: Gold, Einer, Frauen
Sydney 2000: Gold, Einer, Frauen
Athen 2004: Silber, Einer, Frauen
Peking 2008: Bronze, Einer, Frauen
- Andrej Krautschanka – Leichtathletik (0-1-0)
Peking 2008: Silber, Zehnkampf, Herren
- Iryna Kuratschkina – Ringen (0-1-0)
Tokio 2020: Silber, Klasse –57 kg, Frauen
- Anton Kuschnir – Freestyle-Skiing (1-0-0)
Sotschi 2014: Gold, Springen, Herren

### L
- Anatol Larukou – Judo (0-0-1)
Sydney 2000: Bronze, Leichtgewicht (-73 kg), Männer
- Maryja Lasuk – Rhythmische Sportgymnastik (0-1-0)
Sydney 2000: Silber, Gruppe, Frauen
- Sjarhej Laurenau – Gewichtheben (0-0-1)
Sydney 2000: Bronze, Leichtgewicht (-79 kg), Männer
- Natallja Laurynenka – Rudern (0-0-1)
Atlanta 1996: Bronze, Achter, Frauen
- Iryna Leschtschanka – Biathlon (1-0-0)
Pyeongchang 2018: Gold, Staffel, Damen
- Natalija Letschtyk – Rhythmische Sportgymnastik (0-0-1)
London 2012: Bronze, Mannschaft, Damen
- Sjarhej Lischtwan – Ringen (0-1-0)
Atlanta 1996: Silber, Gr.-röm. Schwergewicht (bis 100 kg), Männer
- Iwan Litwinowitsch – Trampolinturnen (1-0-0)
Tokio 2020: Gold, Männer
- Artur Litwintschuk – Kanu (1-0-0)
Peking 2008: Gold, 1000 m Vierer-Kajak, Männer
- Maryna Litwintschuk – Kanu (0-1-2)
London 2012: Bronze, 500 m Vierer-Kajak, Damen
Rio de Janeiro 2016: Bronze, Vierer-Kajak 500 m, Frauen
Tokio 2020: Silber, 500 m Vierer-Kajak, Damen
- Nadseja Ljapeschka – Kanu (0-1-2)
London 2012: Bronze, 500 m Vierer-Kajak, Damen
Rio de Janeiro 2016: Bronze, Vierer-Kajak 500 m, Frauen
Tokio 2020: Silber, 500 m Vierer-Kajak, Damen

### M
- Wadsim Machneu – Kanu (1-1-2)
Athen 2004: Bronze, 500 m Zweier-Kajak, Männer
Peking 2008: Bronze, 500 m Zweier-Kajak, Männer
Peking 2008: Gold, 1000 m Vierer-Kajak, Männer
London 2012: Silber, 200 m Zweier-Kajak, Männer
- Marharyta Machnewa – Kanu (0-1-1)
Rio de Janeiro 2016: Bronze, Vierer-Kajak 500 m, Frauen
Tokio 2020: Silber, 500 m Vierer-Kajak, Damen
- Wjatschewslaw Makaranka – Ringen (0-0-1)
Athen 2004: Bronze, Griechisch-römisch Klasse bis 84 kg, Männer
- Ihar Makarau – Judo (1-0-0)
Athen 2004: Gold, Klasse bis 100 kg, Männer
- Maryja Mamaschuk – Ringen (0-1-0)
Rio de Janeiro 2016: Silber, Klasse –63 kg, Frauen
- Sjarhej Martynau – Schießen (1-0-2)
Sydney 2000: Bronze, Kleinkaliber liegend, Männer
Athen 2004: Bronze, Kleinkaliber liegend, Männer
London 2012: Gold, Kleinkaliber liegend, Männer
- Aljaksej Mjadswedseu – Ringen (0-1-0)
Atlanta 1996: Silber, Freistil Superschwergewicht (über 130 kg), Männer
- Alena Mikulitsch – Rudern (0-0-1)
Atlanta 1996: Bronze, Achter, Frauen
- Maks Mirny – Tennis (1-0-0)
London 2012: Gold, Mixed

### N
- Aljaksandra Narkewitsch – Rhythmische Sportgymnastik (0-0-1)
London 2012: Bronze, Mannschaft, Damen
- Darja Nawumawa – Gewichtheben (0-1-0)
Rio de Janeiro 2016: Silber, Leichtschwergewicht –75 kg, Frauen
- Maksim Nedassekau – Leichtathletik (0-0-1)
Tokio 2020: Bronze, Hochsprung, Männer
- Julija Neszjarenka – Leichtathletik (1-0-0)
Athen 2004: Gold, 100 m, Frauen
- Sjarhej Nowikau – Biathlon (0-1-0)
Vancouver 2010: Silber, 20 km, Männer

### P
- Iryna Pamjalowa – Kanu (0-0-1)
London 2012: Bronze, 500 m Vierer-Kajak, Damen
- Aljaksandra Pankina – Rudern (0-0-1)
Atlanta 1996: Bronze, Achter, Frauen
- Swjatlana Paramyhina – Biathlon (0-1-0)
Lillehammer 1994: Silber, 7,5 km, Frauen
- Aljaksandr Paulau – Ringen (0-1-0)
Atlanta 1996: Silber, Gr.-röm. Papiergewicht (bis 48 kg), Männer
- Jaraslawa Paulowitsch – Rudern (0-0-1)
Atlanta 1996: Bronze, Achter, Frauen
- Raman Petruschenka – Kanu (1-1-2)
Athen 2004: Bronze, 500 m Zweier-Kajak, Männer
Peking 2008: Bronze, 500 m Zweier-Kajak, Männer
Peking 2008: Gold, 1000 m Vierer-Kajak, Männer
London 2012: Silber, 200 m Zweier-Kajak, Männer
- Wolha Puschewitsch – Rhythmische Sportgymnastik (0-1-0)
Sydney 2000: Silber, Gruppe, Frauen

### R
- Julija Raskina – Rhythmische Sportgymnastik (0-1-0)
Sydney 2000: Silber, Einzel, Frauen
- Andrej Rybakow – Gewichtheben (0-1-0)
Athen 2004: Silber, Leichtschwergewicht (-85 kg), Männer

### S
- Ibrahim Saidau – Ringen (0-0-1)
Rio de Janeiro 2016: Bronze, Freistil –125 kg, Männer
- Nastassja Samussewitsch – Moderner Fünfkampf (0–0–1)
Peking 2008: Bronze, Damen
- Ksenija Sankowitsch – Rhythmische Sportgymnastik (0-0-1)
London 2012: Bronze, Mannschaft, Damen
- Natallja Sasanowitsch – Leichtathletik (0-1-1)
Atlanta 1996: Silber, Siebenkampf, Frauen
Sydney 2000: Bronze, Siebenkampf, Frauen
- Igor Schelesowski – Eisschnelllaufen (0-1-0)
Lillehammer 1994: Silber, 1000 m, Männer
- Witali Schtscherbo – Turnen (0-0-4)
Atlanta 1996: Bronze, Mehrkampf Einzel, Männer
Atlanta 1996: Bronze, Reck, Männer
Atlanta 1996: Bronze, Barren, Männer
Atlanta 1996: Bronze, Pferdsprung, Männer
- Ina Schukawa – Rhythmische Sportgymnastik (0-1-0)
Peking 2008: Silber, Einzel, Damen
- Michail Sjamjonau – Ringen (0-0-1)
Peking 2008: Bronze, Griechisch-römisch Klasse bis 66 kg, Männer
- Nadseja Skardsina – Biathlon (1-0-1)
Sotschi 2014: Bronze, 15 km, Frauen
Pyeongchang 2018: Gold, Staffel, Damen
- Waljanzina Skrabatun – Rudern (0-0-1)
Atlanta 1996: Bronze, Achter, Frauen
- Anton Smolski – Biathlon (0-1-0)
Peking 2022: Silber, Einzel, Männer
- Marina Snak – Rudern (0-0-1)
Atlanta 1996: Bronze, Achter, Frauen
- Natallja Stassjuk – Rudern (0-0-1)
Atlanta 1996: Bronze, Achter, Frauen
- Wadsim Stralzou – Gewichtheben (0-1-0)
Rio de Janeiro 2016: Silber, Mittelschwergewicht –94 kg, Männer
- Tazjana Stukalawa – Gewichtheben (0-0-1)
Athen 2004: Bronze, (-63 kg), Damen
- Wiktor Sujew – Boxen (0-1-0)
Athen 2004: Silber, Schwergewicht (-91 kg), Männer
- Elina Swerawa – Leichtathletik (1-0-1)
Atlanta 1996: Bronze, Diskuswurf, Frauen
Sydney 2000: Gold, Diskuswurf, Frauen

### T
- Alina Tumilowitsch – Rhythmische Sportgymnastik (0-0-1)
London 2012: Bronze, Mannschaft, Damen
- Ljubou Tscharkaschyna – Rhythmische Sportgymnastik (0-0-1)
London 2012: Bronze, Einzel, Damen

### W
- Natallja Woltschak – Rudern (0-0-1)
Atlanta 1996: Bronze, Achter, Frauen

### Z
- Iwan Zichan – Leichtathletik (0-0-1)
Peking 2008: Bronze, Hammerwurf, Männer
Rio de Janeiro 2016: Silber, Hammerwurf, Männer
- Waleri Zilent – Ringen (0-0-1)
Atlanta 1996: Bronze, Gr.-röm. Mittelgewicht (bis 82 kg), Männer
- Ala Zuper – Freestyle-Skiing (1-0-0)
Sotschi 2014: Gold, Springen, Frauen
- Natallja Zylinskaja – Radsport (0-0-1)
Athen 2004: Bronze, 500-m-Zeitfahren, Frauen